# 燕娘
《燕娘》（英語：The Swordmates）是1969年上映的一部香港電影，由潘藩编剧指导，并和张瑛合作，由秦萍等領銜主演。该电影主演讲述一对儿父女和一个玉观音发生的故事。

## 劇情簡介
一个盗贼团在抢夺一个玉器的时候被一个女剑客燕娘阻止，所以她和她的父亲自然是成为了被盗贼团攻击的对象，不过在这之中，总是会有人出面帮助她。
然而令盗贼团没想到的是，这件玉器实际上还有一些其他的秘密。而一些人就是因为这个秘密利用了这个想要夺走玉器的盗贼团。
随后虽说玉器被追回，但是女侠的父亲却在交战中死亡。

## 演员
- 宗华
- 秦萍
- 郑雷
- 黄宗迅
- 杨志卿
- 陈星
- 岑潜波
- 黄青云
- 王光裕
- 赵雄
- 王克
- 曾楚霖
- 田俊
- 罗汉
- 孙岚
- 赵心妍
- 王清河
- 王侠
- 张翼

## 備註
1. ↑  粟子, 栗子. . 2010年.
2. ↑  張玉法, 陶英惠, 王德毅. . 2009年.
3. ↑  . 1996.
4. ↑  . 江苏人民出版社. 2008.

## 相關連結
- 互联网电影数据库（IMDb）上《燕娘》的资料（英文）
- 豆瓣电影上《燕娘》的資料 （简体中文）
- 香港影庫上《燕娘》的資料（繁體中文）
- 爛番茄上《燕娘》的資料（英文）
- 时光网上《燕娘》的資料（简体中文）